# Alignement de Clendy
L'alignement de Clendy est un alignement mégalithique situé sur le territoire de la commune vaudoise d'Yverdon-les-Bains, en Suisse. Il est composé d'une série de 45 menhirs.

## Historique
Les menhirs ont été dressés au IVe millénaire av. J.-C. par les habitants des cités lacustres de la région. Le site, qui se trouvait alors sur les berges du lac de Neuchâtel, a été recouvert par les eaux lors des variations du niveau du lac. Les pierres se sont progressivement couchées au cours du Ier millénaire av. J.-C., avant de disparaitre progressivement sous les alluvions.
Elles ont été redécouvertes à la suite de la baisse de plus de 2 mètres du niveau du lac, consécutivement aux travaux de la correction des eaux du Jura. C'est tout d'abord Charles de Sinner qui publie une description du site en 1896. Il est suivi par Jacques Henri Gabas, qui procède à des fouilles du site en 1975, permettant ainsi de découvrir les fosses originelles des menhirs.
En 1986, les plus gros menhirs ont été redressés dans leur position d'origine tandis que les plus petits ont été remplacés par des copies en béton. Les originaux sont conservés au musée d'Yverdon.

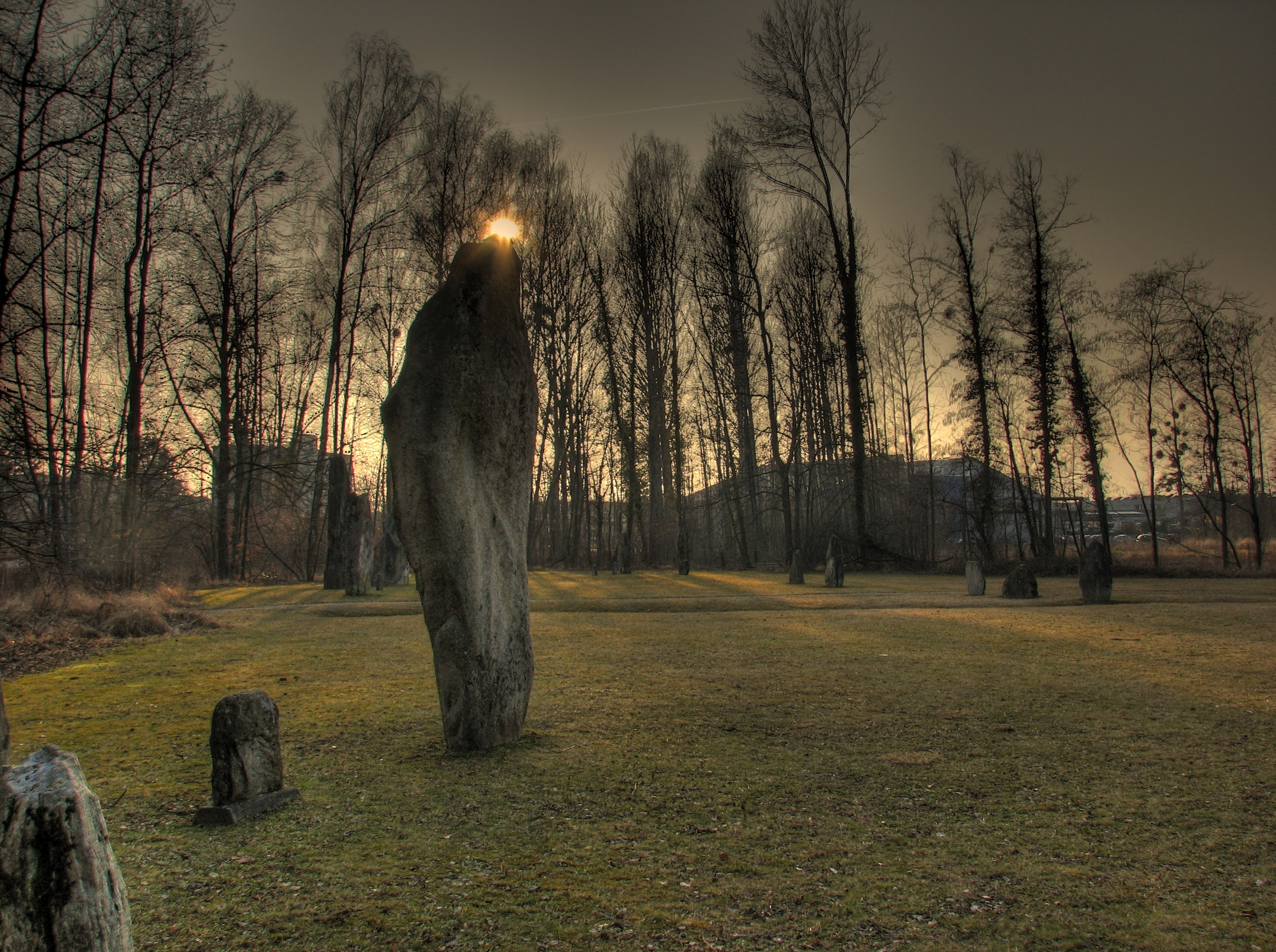
L'un des menhirs de Clendy

## Description
Les menhirs sont alignés sur deux lignes de 50 mètres et en quatre groupes formant un arc de cercle. Leur hauteur varie de 35 cm à 4,50 mètres. Certains ont été taillés soit géométriquement, soit pour représenter des formes humaines, certains présentant même une tête plus ou moins marquée.
L'alignement central a un azimut de 222° vu depuis l'extrémité Est. Cet angle de 222° est l'angle complémentaire d'un angle d'or (137.57°).

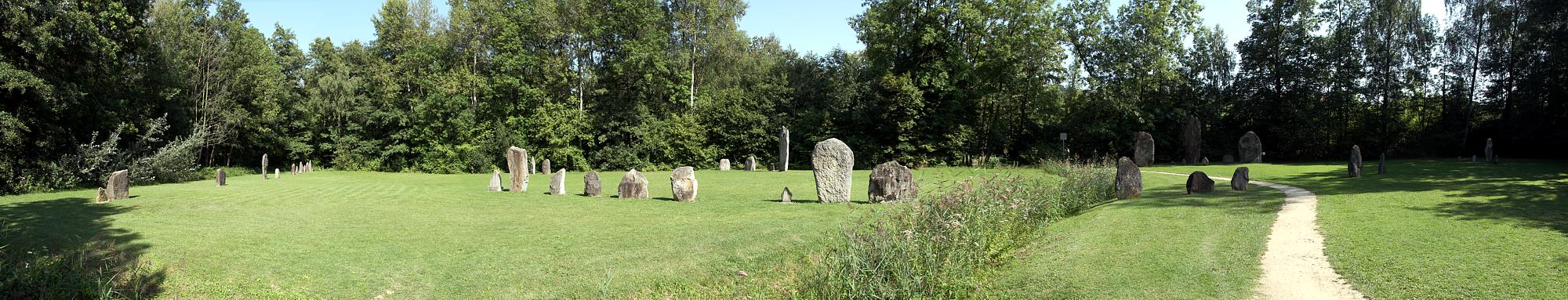
Vue panoramique du site

## Protection
L'ensemble du site est classé comme bien culturel suisse d'importance nationale. Il fait partie d'un ensemble plus vaste regroupant l'ensemble de la rive nord du lac de Neuchâtel, où des dolmens ont été découverts depuis le XIXe siècle, en particulier à Auvernier, dans le canton de Neuchâtel.